# Вале (Павија)
Вале је насеље у Италији у округу Павија, региону Ломбардија.
Према процени из 2011. у насељу је живело 153 становника. Насеље се налази на надморској висини од 109 м.